# Mammillaria albilanata
Mammillaria albilanata es una especie  perteneciente a la familia Cactaceae. Es un endemismo de México.  Su hábitat natural son los desiertos cálidos.

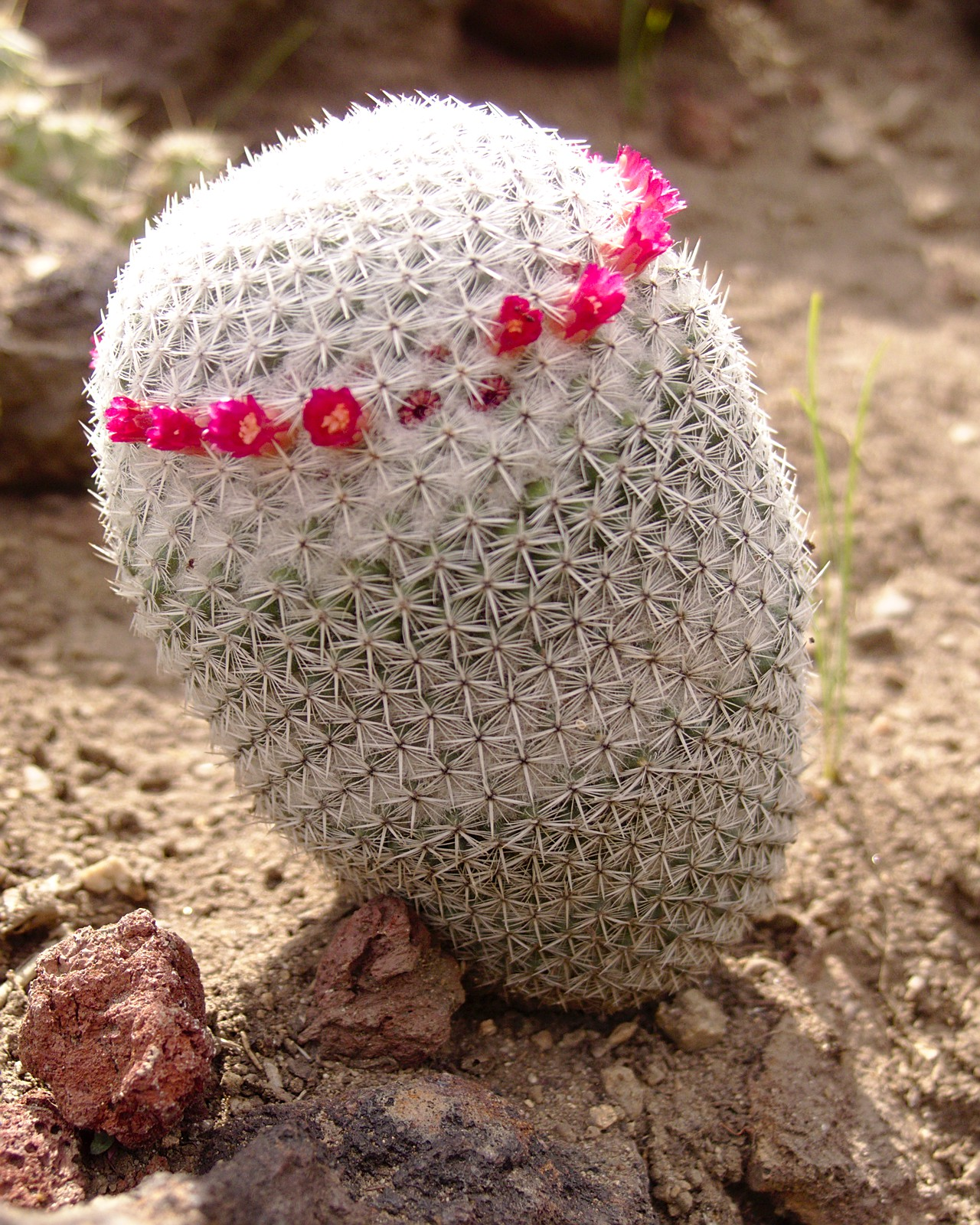
Vista de la planta

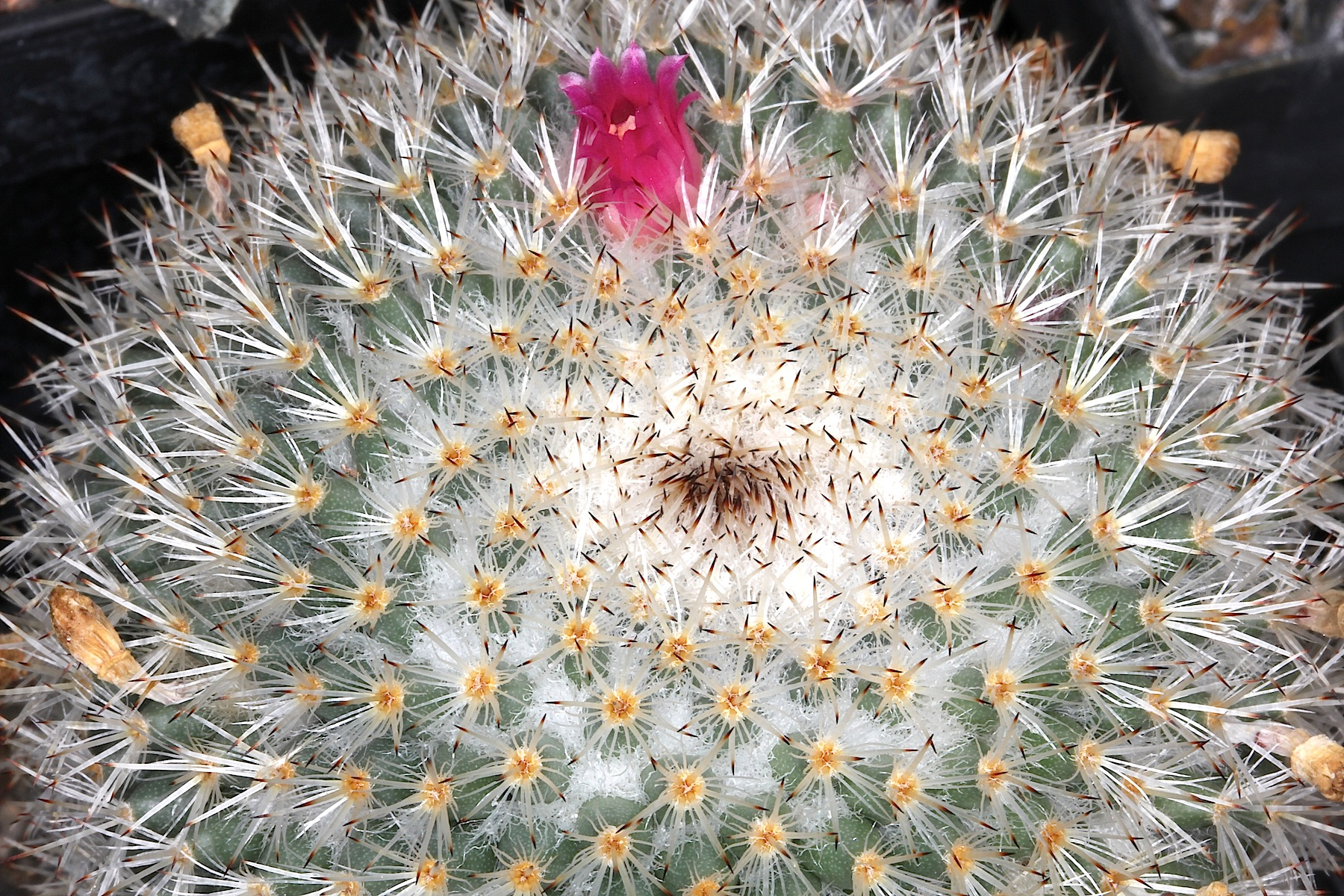
Vista superior

## Descripción
Mammillaria albilanata, es una planta suculenta gruesa de color verde grisáceo, a veces con el cuerpo cilíndrico de más de 15 centímetros de alto y 8 centímetros de diámetro. Las verrugas están dispuestas en espiral, de color verde y gris. Son firmes y no tienen una savia lechosa. Están cubiertas de lana gruesa. Tienen aproximadamente 15-26 rígidas espinas blancas con una longitud de 2 a 4 milímetros y  2-4 espinas centrales. Las espinas centrales son rectas, de color blanco a color crema, con la cabeza marrón y de sólo 2 a 3 milímetros de largo.
Las flores son de un tamaño de 7 milímetros de largo y de color carmín rosa, púrpura o rosa. Los frutos son de color rosa a rojo. Las semillas yienen color marrón claro.

## Distribución
Mammillaria albilanata se encuentra  en los estados mexicanos de Guerrero, Oaxaca, Puebla, Chiapas, Colima y Morelos

## Taxonomía
Mammillaria albilanata fue descrita por Curt Backeberg y publicado en Kakteenkunde 47, en el año 1939.
Etimología
Mammillaria: nombre genérico que fue descrita por vez primera por Carolus Linnaeus como Cactus mammillaris en 1753, nombre derivado del latín mammilla = tubérculo, en alusión a los tubérculos que son una de las características del género.
albilanata: epíteto latíno que significa "con lana blanca"
Subespecies aceptadas
- Mammillaria albilanata subsp. oaxacana D.R. Hunt	'
- Mammillaria albilanata subsp. reppenhagenii (D.R. Hunt) D.R. Hunt	'
- Mammillaria albilanata subsp. tegelbergiana (H.E. Gates ex G.E. Linds.) D.R. Hunt

Sinonimia
- Mammillaria ignota
- Mammillaria fuaxiana
- Mammillaria tegelbergiana
- Mammillaria reppenhagenii
- Mammillaria lanigera
- Mammillaria noureddineana
- Mammillaria igualensis
- Mammillaria monticola[3]